# 愛達荷號戰艦 (BB-42)
愛達荷號戰艦（舷號BB-42）是一艘隸屬於美國海軍的戰艦，為新墨西哥級戰艦的三號艦。她是美軍第四艘以愛達荷州為名的軍艦。
愛達荷號在1915年於紐約造船廠建造，於1917年下水，在1919年服役，其時第一次世界大戰已經結束。接著愛達荷號以訓練為主，並參與多次艦隊解難演習（Fleet Problems），又曾在1933年進行現代化改建。1941年愛達荷號在大西洋進行中立巡航，避過珍珠港事件一劫。接著愛達荷號回到太平洋艦隊，並先後參與阿留申群島戰役、吉爾伯特及馬紹爾群島戰事、馬里亞納群島及帛琉戰事、雷伊泰灣海戰、仁牙因灣戰役及硫磺島戰役。沖繩戰役期間，愛達荷號曾遭神風特攻隊自殺飛機攻擊，但受損輕微。1945年愛達荷號參與盟軍佔領日本，並在東京灣見證日本投降簽字儀式。1946年愛達荷號退役，並在1947年除籍出售拆解。
愛達荷號在二戰共獲得七枚戰鬥之星。